# Anthocoris amplicollis
Anthocoris amplicollis är en insektsart som beskrevs av Géza Horváth 1893. Anthocoris amplicollis ingår i släktet Anthocoris, och familjen näbbskinnbaggar. Enligt den svenska rödlistan är arten sårbar i Sverige. Arten förekommer i Götaland, Gotland och Öland. Artens livsmiljö är jordbrukslandskap.